# Lac Campeau
Pour les articles homonymes, voir Campeau.
Le lac Campeau, est un lac d'eau douce situé dans les municipalités de Saint-Émile-de-Suffolk et de Chénéville, administré par la municipalité régionale de comté de Papineau, dans la région administrative de l'Outaouais, au Québec, au Canada.

## Géographie
Ce lac est alimenté par un ruisseau innomé dans lequel il se déverse également. Il reçoit aussi de l’eau d’un autre lac sans nom situé à l’est.
Il est situé à proximité du rang des Sources, juste au nord du lac.

## Toponymie
Le toponyme « Lac Campeau » a été officialisé le 3 février 1970 par la Commission de toponymie du Québec.